# Goodyear (Arizona)
Pour les articles homonymes, voir Goodyear.
Goodyear est une ville des États-Unis située dans le comté de Maricopa, en Arizona. Elle fait partie de la banlieue ouest de Phoenix.

## Histoire
La ville de Goodyear doit son existence à la société Goodyear qui exploite depuis 1917 des champs de coton sur le site puis y assemble des ballons dirigeables. L'exploitation est incorporée en tant que ville en novembre 1946. Elle devient une cité en 1985.

## Démographie
Une explosion démographique a fait passer la population de Goodyear de 6 258 habitants en 1990 à 18 911 habitants en 2000, puis à 65 275 habitants en 2010 et à 95 294 habitants en 2020.
Lors du recensement de 2020, la population était composée de 52,2 % Blancs américains, 30,7 % Hispaniques et Latino-Américains, 7,2 % Afro-Américains, 3,9 % Asio-Américains, 0,9 % Amérindiens, 0,3 % Océano-Américains et 4,2 % Américains multiraciaux.

Selon l'American Community Survey (en) de 2022, le revenu médian des ménages était de 96 722 $. Environ 3,6 % des familles et 4,6 % de la population vivaient sous le seuil de pauvreté, dont 5,5 % des moins de 18 ans et 4,9 % des 65 ans et plus.

## Sport
Depuis 2009, le camp d'entrainement de printemps de la franchise de baseball MLB des Cleveland Indians est basé à Goodyear. Les Cincinnati Reds s'installeront également à Goodyear à partir de 2010.